# Solheimia costispora
Solheimia costispora är en svampart som beskrevs av E.F. Morris 1967. Solheimia costispora ingår i släktet Solheimia, divisionen sporsäcksvampar och riket svampar.   Inga underarter finns listade i Catalogue of Life.